# 马斯卡尔维尔 (上加龙省)

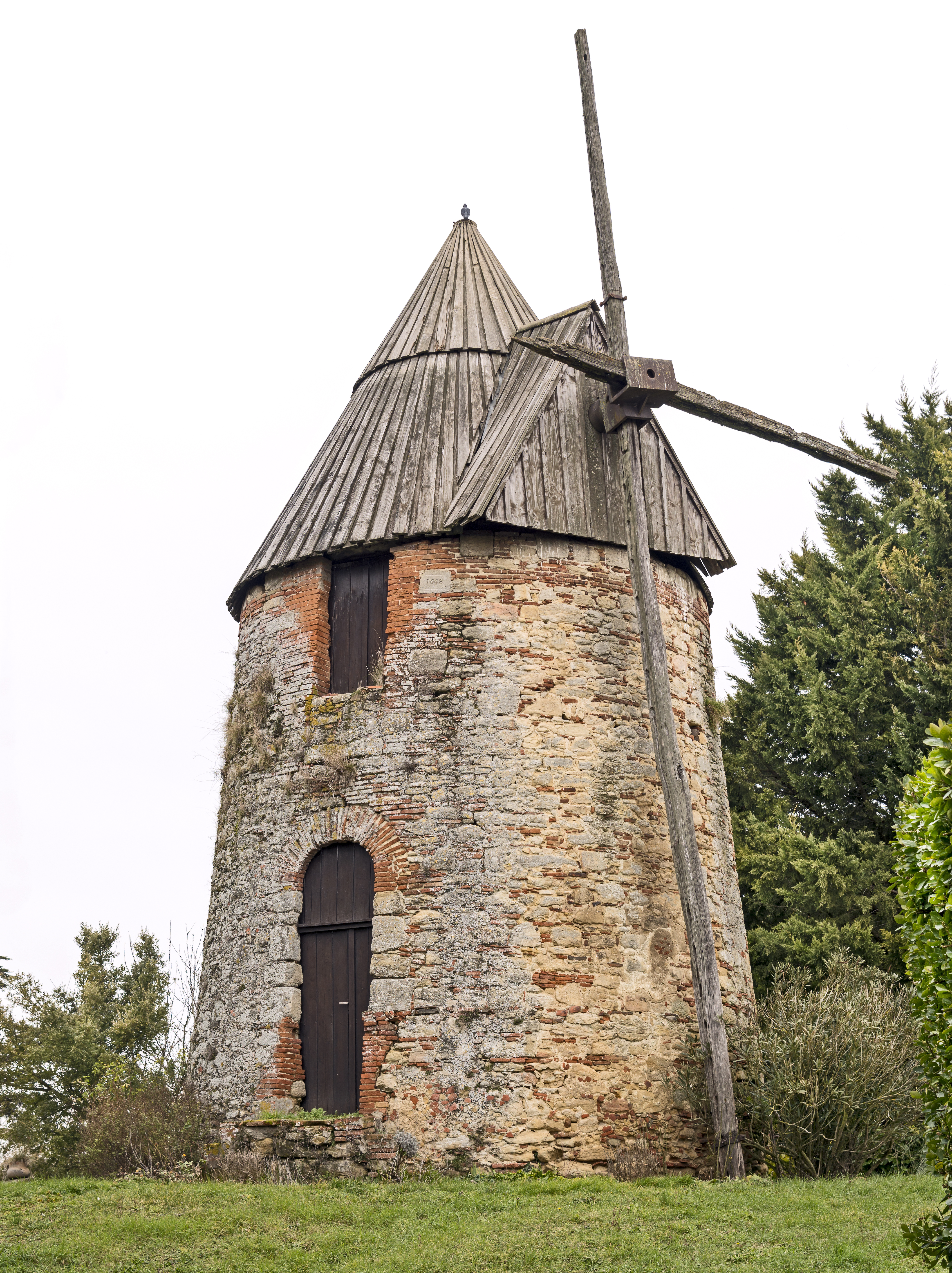
风车“en Carretou”十七世纪

马斯卡尔维尔（法語：Mascarville）是法国上加龙省的一个市镇，属于图卢兹区（Toulouse）卡拉芒县（Caraman）。该市镇总面积5.27平方公里，2009年时的人口为193人。

## 人口
马斯卡尔维尔人口变化图示

## 纪念碑

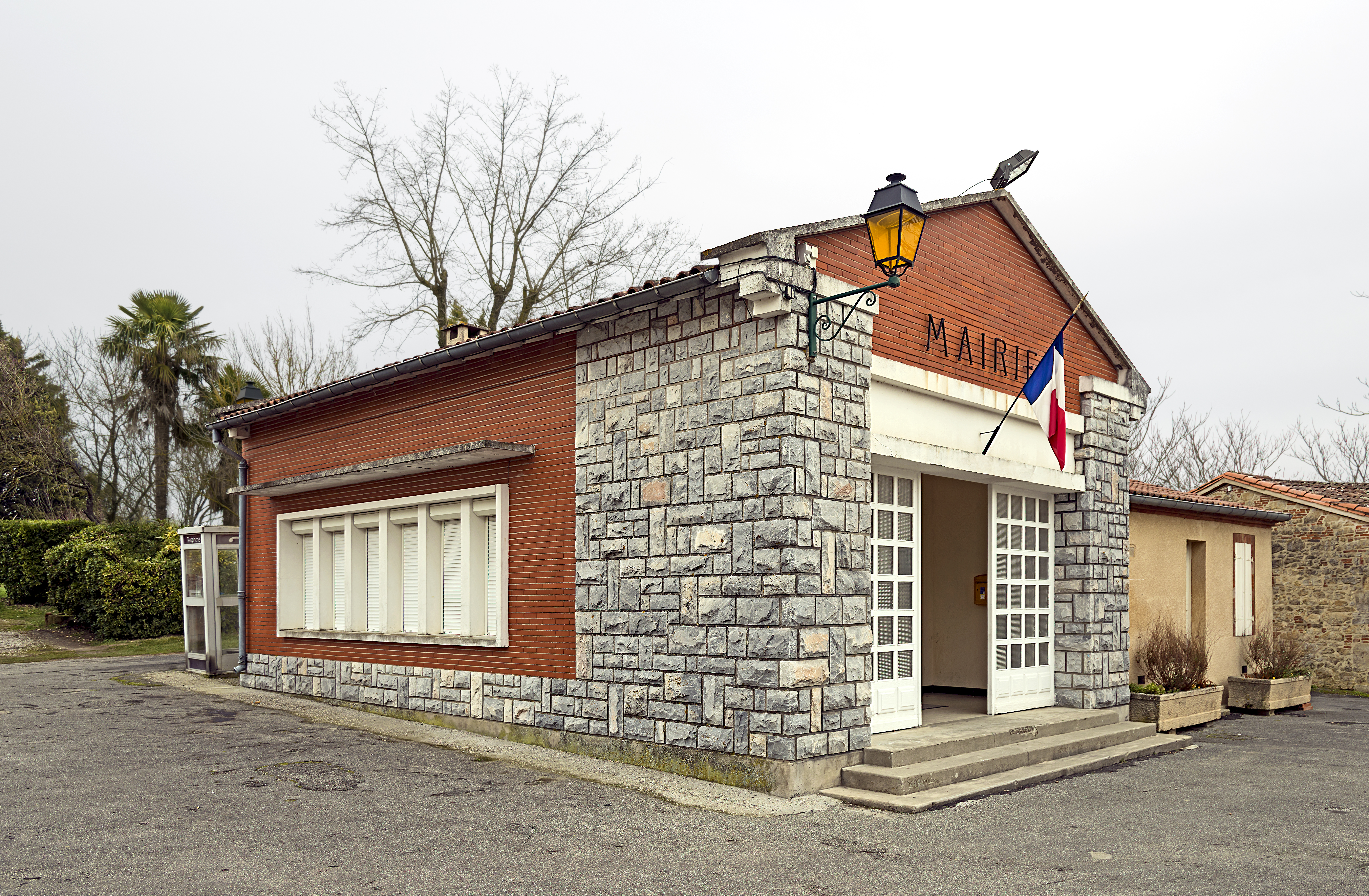
市政厅。
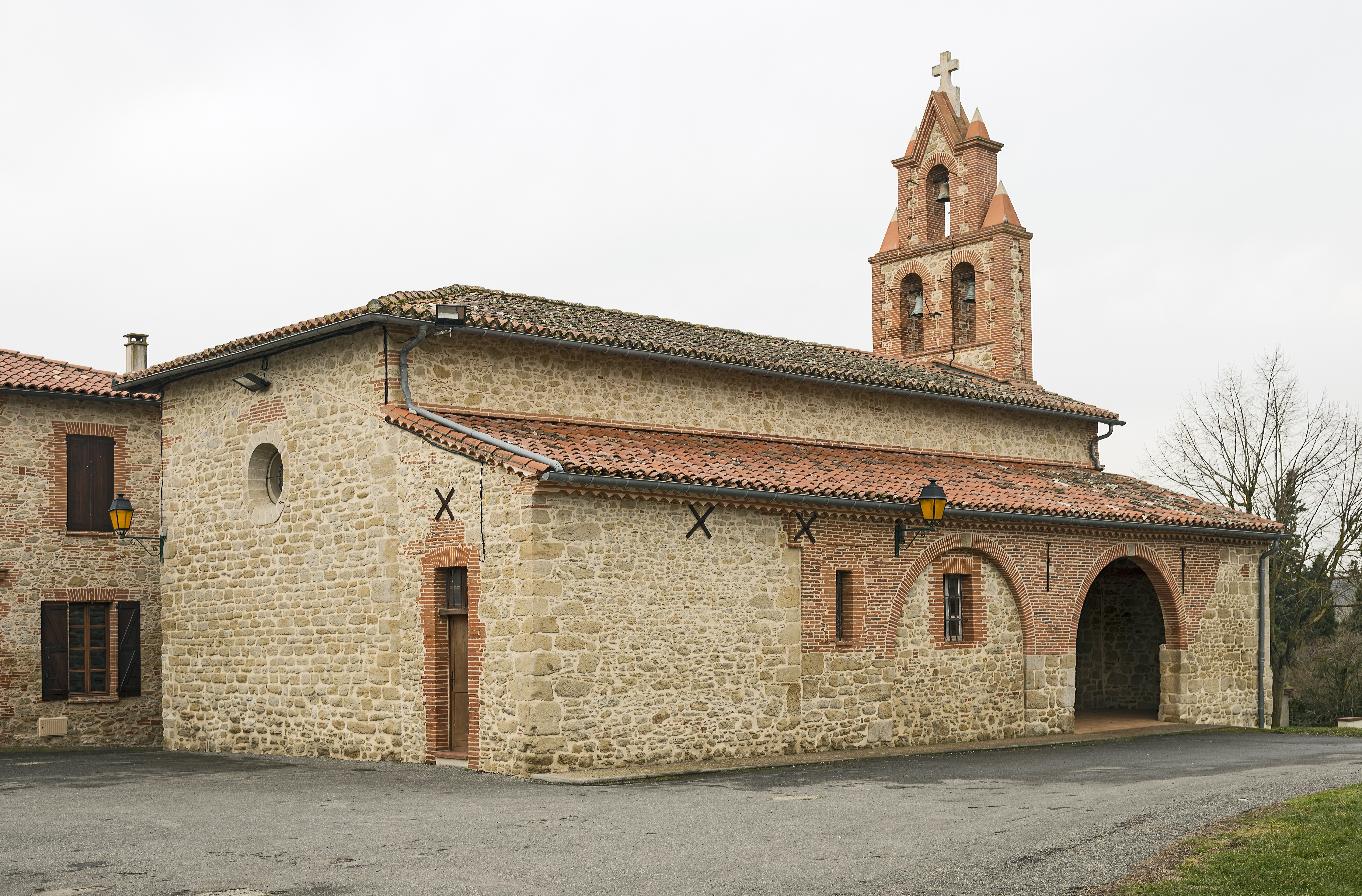
教会。
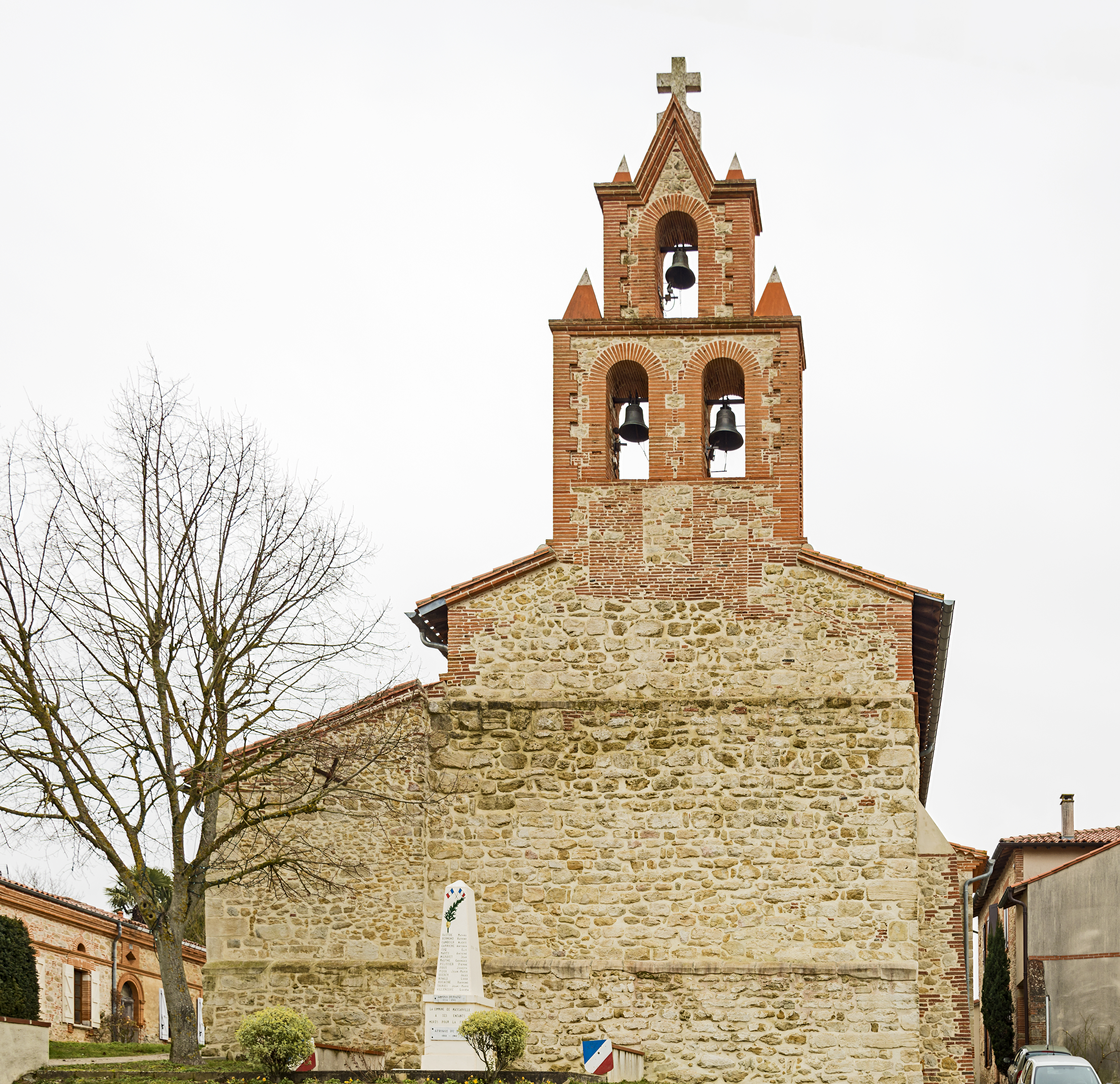
钟楼。